# Тарба Іван Костянтинович
Іван Костянтинович Тарба (21 березня 1921, село Беслахуба, тепер Очамчирський район, Абхазія, Грузія — 21 січня 1994, місто Сухумі, Абхазія, Грузія) — абхазький радянський письменник, поет; міністр освіти Абхазької РСР. Депутат Верховної ради СРСР 4-го скликання.

## Життєпис
У 1930-ті роки розпочав журналістську діяльність, з 1937 по 1941 рік працював відповідальним секретарем редакції очамчирської районної газети «Більшовицький шлях». З 1941 року — завідувач відділу редакції абхазької обласної газети «Апсни Капш» (Червона Абхазія), кореспондент абхазької обласної газети «Радянська Абхазія».
Член ВКП(б) з 1940 року.
З 1943 року працював інструктором Абхазького обласного комітету КП(б) Грузії. Потім навчався в партійній школі при ЦК КП(б) Грузії.
Після закінчення партійної школи — відповідальний секретар Абхазького відділення Спілки радянських письменників Грузії.
У 1947 році закінчив Сухумський державний педагогічний інститут імені О. М. Горького.
У 1953—1954 роках — міністр освіти Абхазької АРСР.
З 1954 року — секретар Абхазького обласного комітету КП Грузії.
У 1958 році обраний головою Абхазького відділення Спілки радянських письменників Грузії.
Помер 21 січня 1994 року в Сухумі. Похований у Пантеоні письменників та громадських діячів Абхазії.

## Нагороди та відзнаки
- орден Трудового Червоного Прапора (2.04.1966)
- орден Дружби народів (20.03.1981)
- орден «Знак Пошани» (14.05.1971)
- медаль «За доблесну працю у Великій Вітчизняній війні 1941—1945 рр.»
- медаль «За доблесну працю. В ознаменування 100-річчя з дня народження Володимира Ілліча Леніна» (1970)
- медалі
- лауреат Державної премії Абхазької АРСР імені Д. І. Гуліа,
- лауреат премії ЦК Компартії Грузії і Ради міністрів Грузинської РСР